# كيلو بنجة (جرغلان)
کیلو بنجة (بالفارسية: کیلوپنجه) هي قرية تقع في إيران في قسم جرغلان الريفي. يقدر عدد سكانها بـ 595 نسمة بحسب إحصاء 2016.